# 알자라

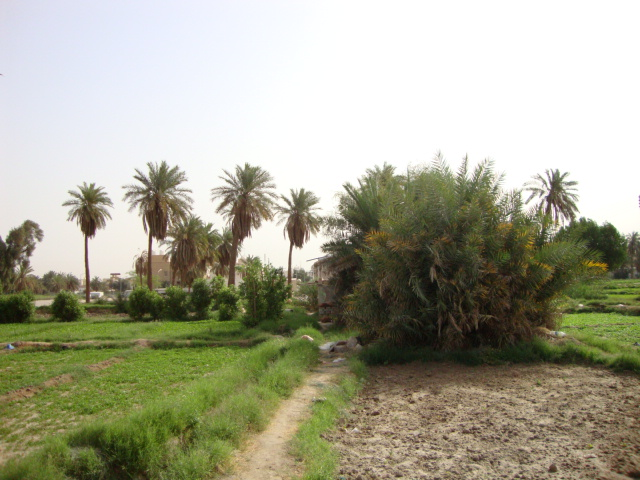

알자라(아랍어: جهراء)는 쿠웨이트 알자라주의 주도로 인구는 393,432명(2014년 기준)이다. 쿠웨이트시티에서 서쪽으로 32km 정도 떨어진 곳에 위치한다.